# Sunao Tokunaga
Sunao Tokunaga (en japonès: 徳永直) (Hanazono, prefectura de Kumamoto, Japó, 20 de gener de 1899 – Tòquio, 15 de febrer de 1958) va ser un escriptor comunista japonès, integrant del moviment de literatura proletària japonesa.

## Biografia
Nascut el 20 de gener de 1899 a la prefectura de Kumamoto, va ser un dels primers escriptors del moviment nipó de literatura proletària de la dècada de 1920 originari d'un entorn realment de classe baixa.
Va abandonar l'escola primària, i als dotze anys es va convertir en aprenent d'impressor. El 1922 va començar a treballar per a la premsa Hakubunkan (博文館印刷所, Hakubunkan-insatsusho), més tard rebatejada com a Kyōdō Press (共同印刷所, Kyōdō-insatsusho). Va participar en activitats sindicals mentre exercia activament l'escriptura. El sindicat va restringir les seves activitats literàries i va extreure d'ell la promesa que no escriuria cap novel·la.
El 1926 es va unir a la vaga d'uns 3.000 empleats de Kyōdō Press. Després de més de dos mesos, el sindicat va ser totalment derrotat i 1.700 empleats, inclòs Tokunaga, van ser acomiadats. Aquesta experiència va ser d'inspiració per a la seva novel·la més important, Taiyō no nai Machi (太陽のない街, traduïble com a «El carrer sense la llum del sol»), que va començar el 1928. Finalment va trobar un altre treball d'impressió en una gran empresa i mentre hi treballava va començar la seva carrera literària. El febrer de 1929 es va unir a la Lliga d'Escriptors Proletaris del Japó (日本プロレタリア作家同盟, Nihon Puroretaria Sakka Dōmei, NALP).
El març de 1932 va escriure un article expressant el desig d'una literatura popular que el proletariat pogués gaudir, que va inspirar una forta resposta crítica de Takiji Kobayashi, acusant Tokunaga de «tendències oportunistes i dretanes». Al maig del mateix any, diversos membres de la Lliga, inclòs Tokunaga, van ser detinguts per ser interrogats per la policia després d'una reunió, però Tokunaga va ser alliberat aviat. L'octubre de l'any següent va deixar la Lliga després de considerar que prioritzaven la política per sobre del mèrit literari.
L'octubre de 1937 va demanar al seu editor que retirés Taiyō no nai Machi de la impremta a la llum de l'esclat de la guerra amb la Xina. perquè va veure necessari que els japonesos s'unifiquessin durant la guerra. Durant la Guerra del Pacífic va continuar publicant contes i assaigs que eren inofensius per a les autoritats.
El 1945, immediatament després de la pèrdua del Japó a la guerra, Tokunaga, Shigeharu Nakano, Yuriko Miyamoto i altres van formar el Shin Nihon Bungakkai (traduïble com a «Nou món literari japonès») com a successor dels diferents grups literaris socialistes d'abans de la guerra. El 1946 es va unir al Partit Comunista Japonès, va permetre la republicació de Taiyō no nai Machi i va ser acollit de nou al moviment literari proletari.
Altres obres de renom foren la novel·la autobiogràfica de 1948 (traduïble com a «Esposa! Descansa en pau»), en la qual es narra la descripció de la mort en pobresa i malaltia de la seva dona durant la guerra per a exposar al poble el desastre provocat pel militarisme japonès. Una altra fou la novel·la de 1949-1954 『静かなる山々』 (traduïble com a «Les muntanyes tranquil·les»), consistent en descriure el creixement i l'expansió de les forces democràtiques del Japó i la lluita conjunta d'obrers i camperols tenint en compte les característiques del punt d'inflexió històric de la postguerra del Japó. El 1954 va viatjar a Moscou per a representar el Japó al Congrés de la Unió d'Escriptors Soviètics.
El 15 de febrer de 1958 va morir d'un càncer d'estómac a la seva residència de Setagaya, districte especial de Tòquio, als 58 anys.